# Boggart
Boggart – duch charakterystyczny dla folkloru północnych rejonów Anglii, w szczególności dla dystryktu Lancaster.
Boggart jest duchem psotnym i złośliwym. Najczęściej wpełza nocami do sypialni i  ściąga ze śpiących ludzi pościel, a także obmacuje ich zimnymi, mokrymi dłońmi. Zanotowano również drastyczniejsze przypadki, kiedy to boggart miał porywać gosposi dziecko i ciskać nim na piec.